# Filtrage bilinéaire
Pour les articles homonymes, voir filtrage.
Le filtrage bilinéaire est un algorithme utilisé en infographie permettant de calculer des pixels intermédiaires entre les pixels d'une image ou d'une texture que l'on change de taille. C'est un des procédés les plus utilisés depuis la fin des années 1990 par les cartes accélératrices 3D pour éviter l'effet de crénelage apparaissant dans le cas d'un filtrage linéaire.
Ce filtrage utilise une interpolation bilinéaire qui, contrairement à une interpolation linéaire qui se contente d'interpoler en 1D (sur les lignes par exemple), interpole en 2D (lignes, colonnes). Ceci résulte en un effet de flou, bien plus agréable à l'œil que les carrés ou rectangles visibles habituellement sur une image agrandie.